# Kanton La Couronne
Der Kanton La Couronne ist seit 1973 ein französischer Wahlkreis im Département Charente und in der Region Nouvelle-Aquitaine. Er umfasst vier Gemeinden im Arrondissement Angoulême und hat sein bureau centralisateur in La Couronne. Im Rahmen der landesweiten Neuordnung der französischen Kantone wurde er im Frühjahr 2015 verkleinert.

## Gemeinden
Der Kanton besteht aus vier Gemeinden mit insgesamt 15.631 Einwohnern (Stand: 1. Januar 2022) auf einer Gesamtfläche von 47,78 km²:
| Gemeinde           | Einwohner 1. Januar 2022 | Fläche km² | Dichte Einw./km² | Code INSEE | Postleitzahl |
| ------------------ | ------------------------ | ---------- | ---------------- | ---------- | ------------ |
| La Couronne        | 7.759                    | 28,82      | 269              | 16113      | 16400        |
| Nersac             | 2.258                    | 9,24       | 244              | 16244      | 16440        |
| Puymoyen           | 2.394                    | 7,26       | 330              | 16271      | 16400        |
| Saint-Michel       | 3.220                    | 2,46       | 1.309            | 16341      | 16470        |
| Kanton La Couronne | 15.631                   | 47,78      | 327              | 1613       | –            |

## Geschichte
Der Kanton La Couronne wurde am 13. Juli 1973 geschaffen durch Aufteilung des damaligen Kantons Angoulême-1. Bis zur landesweiten Neuordnung der französischen Kantone im März 2015 gehörten zum Kanton La Couronne die sieben Gemeinden Fléac, La Couronne, Nersac, Puymoyen, Roullet-Saint-Estèphe, Saint-Michel und Vœuil-et-Giget. Sein Zuschnitt entsprach einer Fläche von 110,36 km2. Er besaß vor 2015 einen anderen INSEE-Code als heute, nämlich 1630.

## Politik
| Vertreter im Departementrat | Vertreter im Departementrat            | Vertreter im Departementrat |
| Amtszeit                    | Namen                                  | Partei                      |
| --------------------------- | -------------------------------------- | --------------------------- |
| 2008–2015                   | Jean-François Dauré                    | PS                          |
| 2015–                       | Jean-François Dauré Fabienne Godichaud | UG                          |